# 宗門人別改帳
宗門人別改帳（しゅうもんにんべつあらためちょう）は、江戸時代の中期に宗門人別改で宗門改帳と人別改帳が統合された民衆調査のための台帳。現在で言う戸籍原簿や租税台帳である。宗旨人別改帳とも呼ばれる。名義変更が遅れないかぎり、宗門人別改帳の筆頭者は検地帳の土地所有者と記述が一致する。

## 概要
江戸時代、幕府はキリスト教禁止令を発布し、やがて寺請制度を確立させ、民衆がどのような宗教宗派を信仰しているかを定期的に調査するようになる。これを宗門改と呼び、これによって作成された台帳を宗門改帳と呼ぶ。
一方、安土桃山時代に豊臣秀吉によって兵農分離が行われると、領主は城下町に置かれることとなり、そのため所領を詳しく調査する必要が出てくる。特に夫役に関して、負担可能な者を調査する名目の人別改が行われるようになり、これによって作成された台帳を人別改帳と呼ぶ。これには年齢や家族構成が記述された（宗門改帳にはこれらの記載は無い）。他にも家畜の所有数を調べる人畜改などがあり、これら人別改は必要に応じて不定期に行われていた。
寛文5年（1665年）に幕府が諸藩にも宗門改帳の作成を命じると、人別帳に宗旨を記述するという形で宗門改帳が作成されるようになり、これが宗門人別改帳となる。寛文11年（1671年）に幕府はこれを法的に整備し、宗門人別改として定期的に調査を行うように義務付ける。後年になるとキリシタン摘発の激減もあって、宗門人別改帳は戸籍原簿や租税台帳の側面を強く持つようになっていく。

## 改帳の作成
改帳の作成は、町村毎に名主や庄屋、町年寄が毎年行うこととされていたが、後に数年置きとなった地域もある。改帳には、家族単位の氏名と年齢、檀徒として属する寺院名などが記載されており、事実上の戸籍として機能していた。婚姻や丁稚奉公などで土地を離れる際には寺請証文を起こし、移転先で新たな改帳へ記載することとされた。こうした手続きをせずに移動（逃散や逃亡など）をすると、改帳の記載から漏れて帳外れ（無宿）扱いになり、居住の制約を受けるなどの不利益を被ることになる。そして、これらの人間を非人と呼んだ。

## 目的の変化
18世紀になると宗教調査的な目的も薄れ、人口動態を確認し、徴税などのための基礎資料として活用されるようになった。享保の改革以降は全国的な調査の取りまとめが行われ、享保11年（1726年）以降は調査期間を6年置きに改められた。